# Plaza de Los Campos
Los Campos es la denominación popular que recibe la plaza de Luis Fernández Roces de Gijón, Asturias.

## Toponimia
El nombre oficial de la plazoleta desde diciembre de 2009 es plaza de Luis Fernández Roces, escritor asturiano. Esto ponía fin al nombre puesto el 7 de agosto de 1941, plaza de los Capuchinos, en referencia a la iglesia de los Capuchinos. Sin embargo, la plaza es mayoritariamente conocida como Los Campos debido al Teatro Circo Los Campos Elíseos, que estuvo en la zona entre 1876 y 1963.

## Ubicación y descripción
Tiene una forma triangular y se encuentra comprendida entre las calles Uría (norte), avenida de la Costa (sur) y Luciano Castañón (oeste). En su punto oriental se halla el cruce de las calles Ramón y Cajal y Menéndez Pelayo. Está en el límite entre los barrios de El Centro y La Arena.

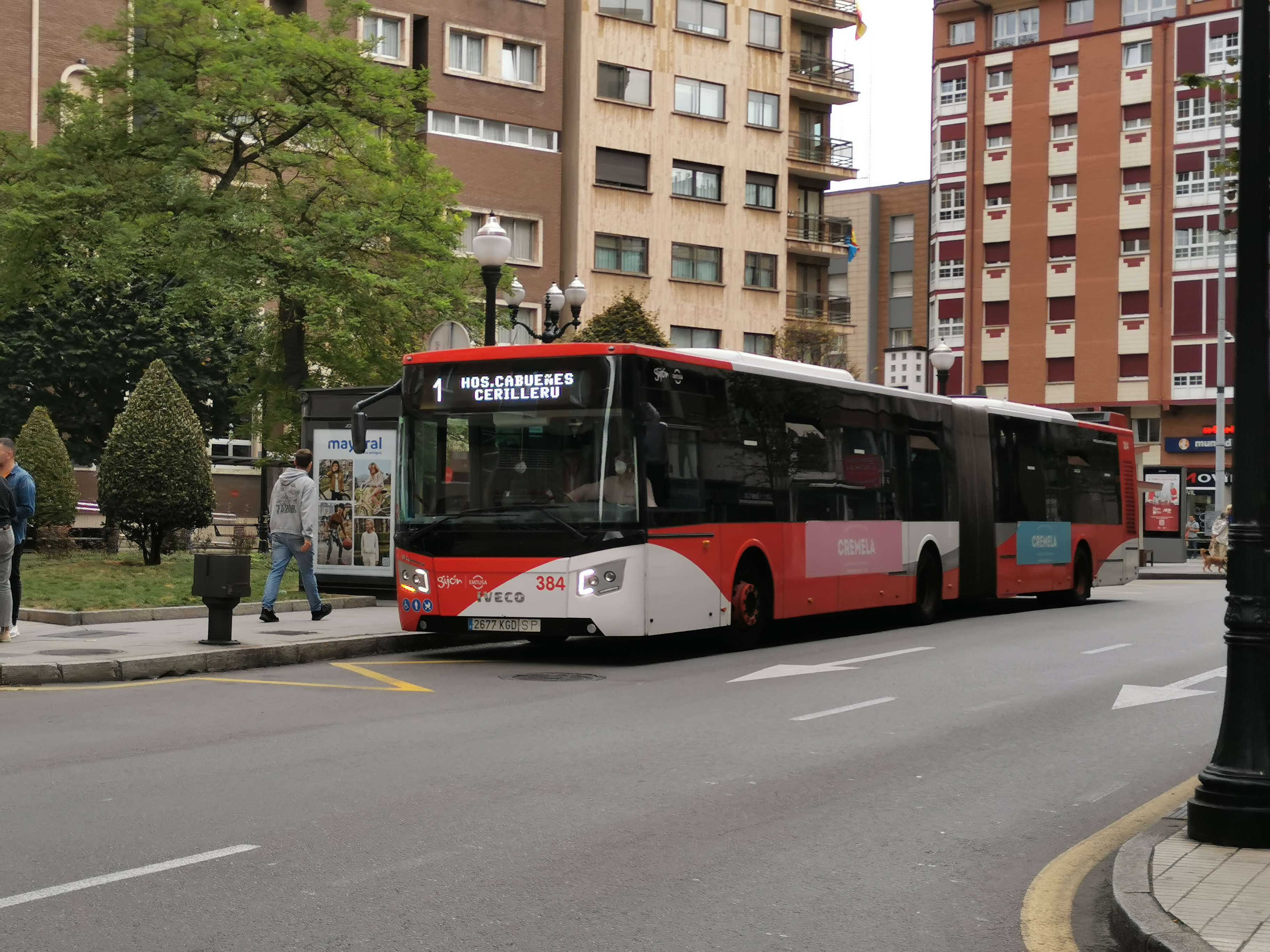
Autobús de la línea 1 de EMTUSA

Hay dos paradas de autobús urbano: Capuchinos, en calle Uría y Los Campos, en la avenida de la Costa. En Los Campos estacionan las líneas de EMTUSA 1, 15, 18 y 26 y en Capuchinos las líneas 4, 10, 14, 20 y 25. Hay una parada de taxis en la calle Menéndez Pelayo.

## Historia
La plaza surge como la bifurcación de la carretera de Villaviciosa (actual avenida de la Costa) con la calle Uría, que alcanza la plaza de San Miguel y fue el eje principal por el que se articuló el Ensanche del Arenal de San Lorenzo, génesis del barrio de La Arena. En el proyecto original de 1867 habría tres manzanas en la zona destinadas a parque urbano, desechadas por los intereses de los particulares poseedores de las parcelas.De este modo la plaza se cierra con manzanas destinadas a la edificación.La calle Uría se empieza a construir en 1868 y se finaliza en 1872 tras alcanzar la carretera de Villaviciosa.
A principios del siglo XX, debido a la parcelación del barrio de El Coto (justo al sur de La Arena), se expande la actual calle de Ramón y Cajal desde la avenida de Pablo Iglesias hasta el cruce de Los Campos, permitiendo un mayor acceso norte-sur a El Coto y a Ceares. La calle se instaló enfrente de la fachada del Teatro Los campos, dividendo por la mitad el área verde que lo rodeaba.
En 1928 la actual calle Menéndez Pelayo se amplia desde su final en la calle Marqués de Casa Valdés hasta la calle Ramón y Cajal, suponiendo la última conexión que recibiría este cruce. El proyecto lo llevaría a cabo el arquitecto municipal Miguel García de la Cruz sobre los terrenos del convento de los padres capuchinos.

## Teatro de Los Campos
El 13 de agosto de 1876 se inaugura el Teatro de Los Campos Elíseos. Las obras se iniciaron en 1875 bajo proyecto de Juan Díaz, que se negó a cobrar por su trabajo por lo que los accionistas acordaron darle el nombre de su hija, Obdulia, al coliseo. Es por ello que en un primer momento se llamó Teatro Obdulia. Tenía una planta circular parecida a la del Royal Albert Hall de Londres, contando con capacidad para 3.500 espectadores. Posteriormente cambió su nombre a Los Campos Elíseos y empezó a servir como cine, aparte de como circo y teatro. En sus jardines se ubicaba el Gijón Lawn Tennis Club, que fue sede del Campeonato de España de Tenis de 1920. Estaba situado en el margen sur de la actual avenida de la Costa, recibiendo en los años 1900 a la calle Ramón y Cajal, que lo separó de sus zonas verdes que tenía delante.
El 10 de febrero de 1963 el edificio cierra repentinamente. En otoño de 1964 se demuele para construir un edificio de gran altura.

## Arquitectura

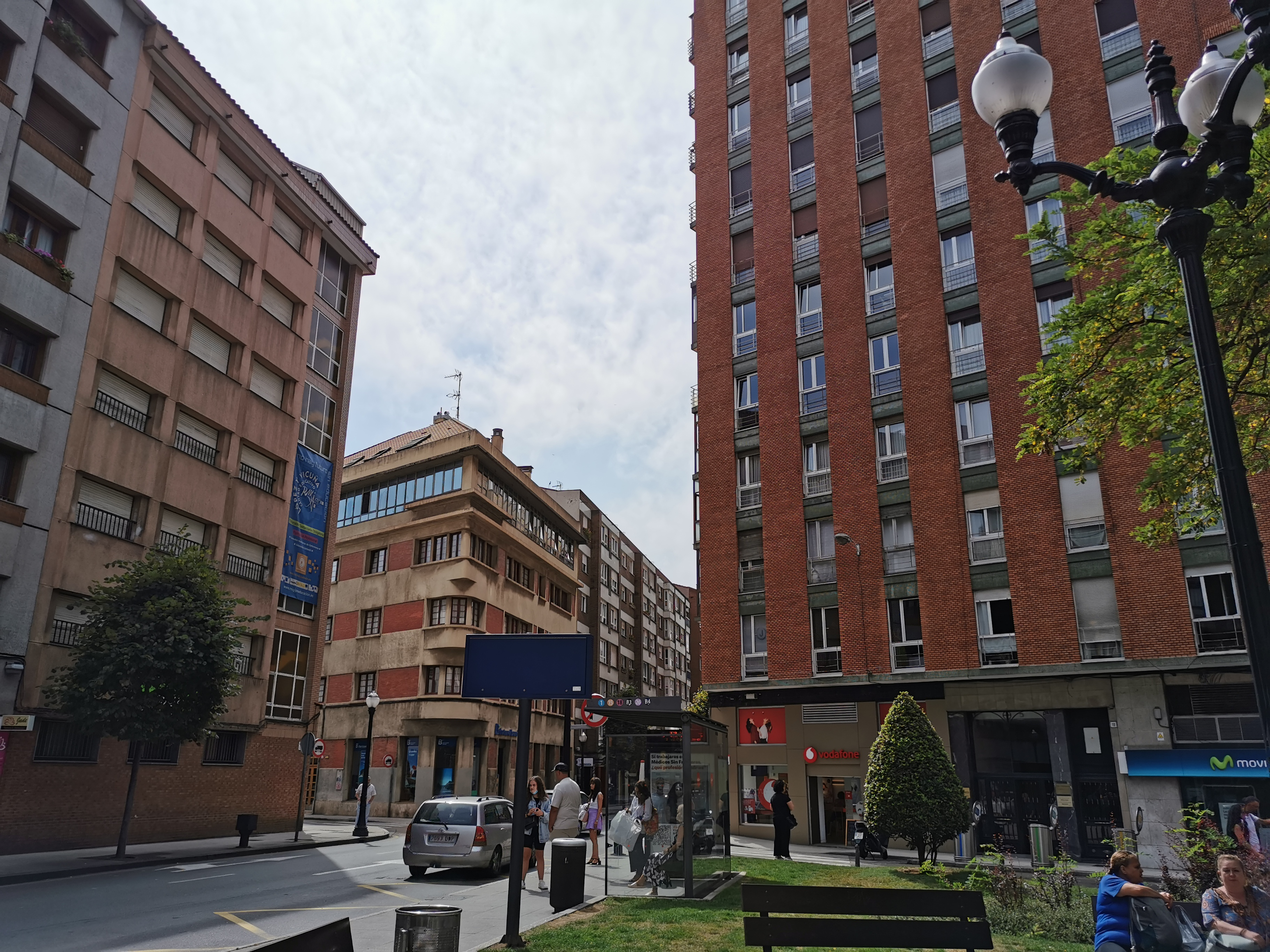
El Centro López y Vicuña, el edificio Vallina y la torre racionalista.

- El Centro López y Vicuña, el edificio Vallina y la torre racionalista.Edificio de 50 viviendas y planta Comercial: Calle Luciano Castañón, 10. Imponente edificio de 11 plantas y 50 viviendas construido entre 1957 y 1962 por el arquitecto Mariano Marín Rodríguez-Rivas y su padre Mariano M. de la Viña. Está adscrito al estilo del movimiento moderno, con volúmenes marcados y fines funcionalistas.[9]
- Centro López y Vicuña: Institución educativa privada situada en la calle Luciano Castañón, 5. En 1947 se instaló en un palacete de estilo ecléctico propiedad de Pedro Alonso, ubicado justo enfrente del Teatro Los Campos, en la calle Ramón y Cajal.[10] Este palacete tenía una arquitectura significativa y fue demolido a finales de los 1960.[11] El actual edificio se haya al otro lado de la mazana, en un edificio de varias plantas.
- Quiosco de Los Campos: Pequeño quiosco obra de Juan Manuel del Busto y Miguel Díaz Negrete, ejemplo de arquitectura racionalista. Aprovecha el reducido espacio triangular de la bifurcación de Uría y la Costa. Desde 2020 es una cafetería perteneciente al grupo Mepiachi.[12] Tiene cierto parecido con otro quiosco de la plaza de San Miguel.
- Edificio Vallina: calle Luciano Castañón,14 con la avenida de la Costa: Edificio racionalista con legado art-decó a dos calles diseñado en 1935 por el arquitecto Mariano Marín de la Viña. Destaca por contar con un chaflán inversamente escalonado.[13]

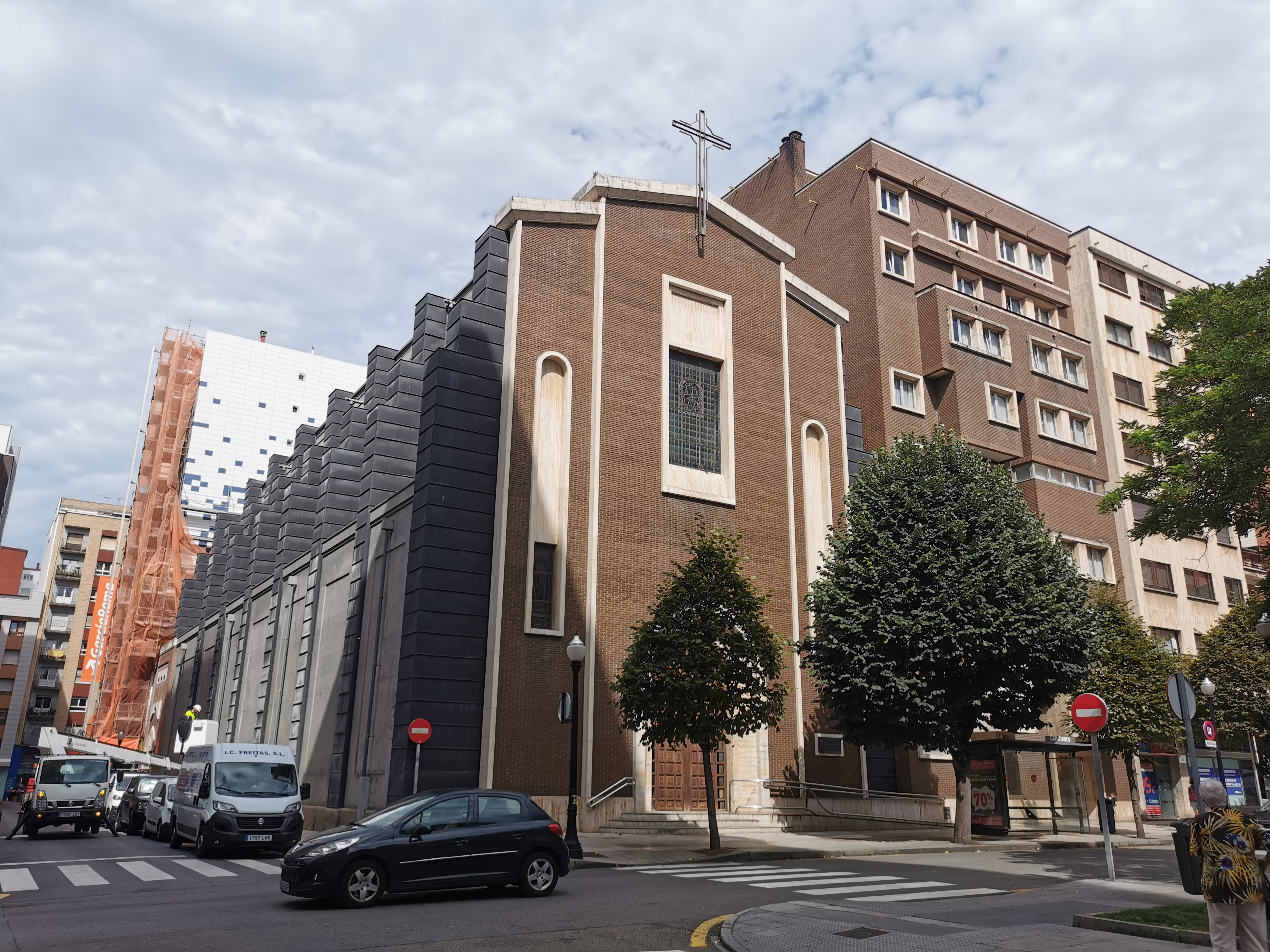
Iglesia de San Antonio de Padua (Los Capuchinos), 1934

- Iglesia de San Antonio de Padua (Los Capuchinos), 1934Iglesia de San Antonio de Padua: Iglesia en la calle Uría esquina con Luciano Castañón propiedad de los PP. Capuchinos, siendo más conocida como iglesia de los Capuchinos. Fue proyectada en 1934 por Miguel García de la Cruz aunque finalizada por Manuel García tras el fallecimiento de este. Es de estilo racionalista y cuenta con un edificio anexo que sirve de convento.